# Segédprogram
A segédprogram (más néven rendszer- vagy segítőprogram, angolul: utility) lényegében egy szoftver, amely segít ellátni a felhasználó, vagy a rendszergazda egy konkrét számítógéppel kapcsolatos (gyakori esetben rendszerközeli) feladatait. Gyakorlatilag a segédprogramok egy jelentős része az operációs rendszerek szolgáltatásaihoz tartoznak, ahol minden segédprogram egy pontosan meghatározott feladat végrehajtását segíti. A segédprogramok az alkalmazásoktól eltérően rendszerint a rendszerszoftverek közé tartoznak.
A segédprogramok által ellátható funkciók az alábbi módon osztályozhatók:
- hardver és operációsrendszer-konfigurálás
- felhasználó adminisztráció
- fájlok tartalmának kiolvasása és szerkesztése (szövegszerkesztők – amelyek nem azonosak a köznyelven szintén így nevezett dokumentumszerkesztőkkel! –, hex-editor-ok, képkezelők)
- fájlformátumok fájlkonverziója
- fájlkezelés (pl. másolás), fájlok keresése-szűrése, fájlok mentése és helyreállítása
- szálak ütemezése, végrehajtásuk ellenőrzése a Batch file-ok végrehajtását, és háttérben történő feldolgozását illetően.
- lemezkezelés
- nyomtatósorba-rakás
- hálózatkezelés
- töredezettségmentesítés
- statisztikakészítés és költségszámítás különös tekintettel a hardverösszetevőkre és használati díjakra

A segédprogramoknak mind rendszerrel együtt telepített, mind rendszeren kívüli formája létezik.
A rendszeren belüli programok vagy modulok rendszerint az operációs rendszert tartalmazó rendszermeghajtón foglalnak helyet és a számítógép indításakor onnan töltődnek be, míg a külső segédprogramok ezzel szemben nincs ilyen előírás.
Unix rendszer esetén a tipikusan a következő könyvtárakban találhatók:
/bin , /sbin , /usr/sbin vagy /usr/bin .

## A fogalom megítélése
A segédprogram fogalmának megítélése ellentmondásos. Bizonyos felhasználók egyenesen elutasítják, és homályos közhelynek, illetve az angol "service program" fogalom félrefordításának tartják. 1990 előtt szokatlannak számított a köznyelvben, de később a publikációknak köszönhetően (főleg Microsoft publikációk) a fogalmat átvette a média és széles körben elterjedt. A 2000-es évek közepén ismét vesztett popularitásából, és a fogalom használata megritkult.

## Fordítás
Ez a szócikk részben vagy egészben a Dienstprogramm című német Wikipédia-szócikk fordításán alapul.  Az eredeti cikk szerkesztőit annak laptörténete sorolja fel. Ez a jelzés csupán a megfogalmazás eredetét és a szerzői jogokat jelzi, nem szolgál a cikkben szereplő információk forrásmegjelöléseként.